# Douglas Gresham

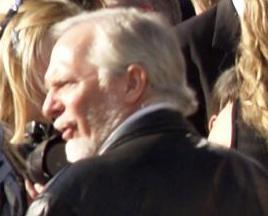
Douglas Gresham, 2008

Douglas Gresham (* 10. November 1945 in New York City, New York, USA) ist ein britischer Autor und Filmproduzent.

## Biografie
Douglas Gresham ist der jüngere von zwei Söhnen der beiden Schriftsteller William Lindsay Gresham und Joy Davidman. Nach der Scheidung von Gresham heiratete seine Mutter den britischen Schriftsteller C. S. Lewis, der Douglas und David 1956 adoptierte.
Nach Lewis’ Tod im November 1963 verwaltete sein Bruder Warren Hamilton Lewis den Nachlass. Dieser übergab die Rechte an den Werken, von denen Die Chroniken von Narnia heute am bekanntesten sind, zehn Jahre später an David und Douglas Gresham.
Greshams Kindheitserinnerungen schrieb dieser 1988 in Lenten Lands: My Childhood with Joy Davidman and C.S. Lewis zu Papier. Teile daraus bildeten die Vorlage zu Shadowlands, einem Film von 1994, in dem Anthony Hopkins als C.S. Lewis und Debra Winger als Joy Davidman zu sehen sind. Douglas Gresham wird in der Filmbiografie von Joseph Mazzello dargestellt.
2005 übernahm er die Ko-Produktion von Die Chroniken von Narnia: Der König von Narnia und führt diese Aufgabe 2008 in Die Chroniken von Narnia: Prinz Kaspian von Narnia fort.
Auch ist er in beiden Filmen in Nebenrollen präsent.
Douglas Gresham ist, obwohl als Jude geboren, zum Christentum konvertiert; sein Bruder David, mit dem er sich auseinandergelebt hat, ist nach dem Tod von Lewis zum Judentum zurückgekehrt.

## Weblink
- Douglas Gresham bei IMDb

| Personendaten    | Personendaten                      |
| ---------------- | ---------------------------------- |
| NAME             | Gresham, Douglas                   |
| KURZBESCHREIBUNG | britischer Autor und Filmproduzent |
| GEBURTSDATUM     | 10. November 1945                  |
| GEBURTSORT       | New York City, New York, USA       |